# Carlock (Illinois)
Carlock – wieś w Stanach Zjednoczonych, w stanie Illinois, w hrabstwie McLean.